# Étienne de Slavonie
Étienne (en hongrois : István), duc de Slavonie (26 décembre 1332 † 9 août 1354) est un prince de la branche hongroise de la maison capétienne d'Anjou, qui fut gouverneur de Transylvanie, de Slavonie, de Dalmatie et de Croatie pendant le règne de son frère, le roi Louis Ier de Hongrie.

## Famille
Il est le plus jeune des cinq fils nés de Charles Robert, roi de Hongrie et de sa troisième épouse Élisabeth Piast, issue des rois de Pologne. Il était un jeune frère de Louis Ier, roi de Hongrie, et d'André de Hongrie, duc de Calabre et premier époux de Jeanne Ire, reine de Naples. 
Ses grands-parents paternels étaient Charles Martel d'Anjou, roi titulaire de Hongrie et Clemence de Habsbourg. Ses grands-parents maternels étaient Ladislas Ier le Bref, roi de Pologne et d'Hedwige de Kalisz.

## Duc de Slavonie
Etienne établit sa propre cour en 1349, initialement comme comte de Szepes (en) et de Sáros (en). Il est ensuite nommé gouverneur de Transylvanie, puis en 1351 gouverneur de Croatie et de Dalmatie. Il devient duc de Slavonie en 1353.
Il meurt un an plus tard. Son fils est d'abord autorisé à lui succéder dans ses possessions et ses charges, cependant le gouvernement séparé de ces royaumes est aboli en 1356. 
La plus ancienne partie du Château de Buda est une création d'Étienne. La grande tour était nommée Tour d'Etienne (hongrois: István-torony), mais seules ses fondations subsistent.

## Mariage et enfants
Il épouse en janvier 1350, Marguerite de Bavière, fille de Louis IV de Wittelsbach, empereur des Romains, et de Marguerite II d'Avesnes, comtesse de Hainaut et de Hollande Ils ont eu deux enfants:
- Élisabeth de Slavonie (1352 † après 1380), mariée en octobre 1370 à Philippe II d'Anjou, prince de Tarente (1329 † 1374)
- Jean d'Anjou (1354 † 1360), désigné par son grand-oncle Casimir III, roi de Pologne, comme héritier de ce trône, mais il est mort avant ce dernier. La succession revint ensuite au roi Louis Ier de Hongrie.

Sa veuve se remarie ensuite à Gerlach, seigneur de Hohenlohe.